# LeChuck
LeChuck är en rollfigur i datorspelsserien Monkey Island och Guybrush Threepwoods ärkefiende nummer ett. Han är en odöd sjörövarkapten.

## Historik
Ursprungligen var han en spökpirat som sedan besegrades av Guybrush bara för att bli återuppstånden som zombie. Efter ytterligare ett nederlag kom LeChuck tillbaka som en piratdemon med ett brinnande skägg, men även denna gång besegrades han av Guybrush.
I det fjärde spelet räddas LeChuck av en australiensk kapitalist vid namn Ozzie Mandrill. Ozzie hatar pirater och LeChuck hjälper honom att skola upp piraterna med hjälp av en voodootalisman. LeChuck byter skepnad till människa och kallar sig Charles. L Charles. Han ställer upp som kandidat i valet om vem som ska bli den nya guvernören, en post som hittills bara Elaine Marley, Guybrushs fru, har haft.
LeChuck lyckas lura alla på Mêlée Island och blir vald som guvernör och kan nu använda voodootalismanen för att strandsätta Guybrush på Monkey Island. Efter en hel rad händelser lyckas Guybrush dock besegra LeChuck ännu en gång. I det femte spelet ska det ha gått några år och Guybrush och Elaine har haft sina små äventyr. I spelets början blir Elaine kidnappad återigen av LeChuck, som nu är zombie igen och ser riktigt grotesk ut med grön rutten hud och vårtor.
Guybrush ska besegra honom med ett zombiesvärd men då går något mycket fel. LeChuck blir en människa! Och dessutom lyckas han lura alla att han är god. Men så är inte fallet och ännu en gång blir han besegrad av Guybrush.